# Ack kära! så säg, huru slapp du så väl igenom
Ack kära! så säg, huru slapp du så väl igenom är en psalmtext av den herrnhutiske prästen Anders Carl Rutström. Psalmen har tre 5-radiga verser. 
Den sjungs i meterklass 31 till samma melodi som psalm nr 80 i Ahnfelts sånger eller nr 127 Hvar är du? hvar är du? hvart skyndar du hän tryckt bland annat i Sionstoner 1889.

## Publicerad i
- Sions Nya Sånger 1876 5:e upplagan efter ett 1700-talsmanuskript, som nr 154
- Sionstoner 1889 som nr 743 under rubriken "Pilgrims- och hemlandssånger"
- Hemlandssånger 1891 som nr 497 under rubriken "Härligheten".
- Guds lov 1935 som nr 438 under rubriken "Hemlandssånger"
- Sionstoner 1935 som nr 707 under rubriken "De kristnas hopp. Uppståndelsen."